# إلينا نيكولاي
إلينا نيكولاي (بالإيطالية: Elena Nicolai)‏ هي مغنية أوبرا ومغنية وممثلة بلغارية وإيطالية، ولدت في 24 يناير 1905 في Lesichovo Municipality ‏ في بلغاريا، وتوفيت في 23 أكتوبر 1993 في ميلانو في إيطاليا.

## وصلات خارجية
- إلينا نيكولاي على موقع IMDb (الإنجليزية)
- إلينا نيكولاي على موقع ميوزك برينز (الإنجليزية)
- إلينا نيكولاي على موقع أول ميوزيك (الإنجليزية)
- إلينا نيكولاي على موقع ديسكوغز (الإنجليزية)
- إلينا نيكولاي على موقع قاعدة بيانات الفيلم (الإنجليزية)